# Роджерс Кола
Роджерс Кола (англ. Rodgers Kola, нар. 4 липня 1989, Лусака) — замбійський футболіст, що грав на позиції нападника. Виступав за низку замбійських і закордонних клубів, а також національну збірну Замбії.

## Клубна кар'єра
Роджерс Кола народився 1989 року в місті Лусака, та є вихованцем футбольної школи клубу «Едуспорт». У професійному футболі дебютував 2006 року виступами за команду «Нейшенл Ассемблі», в якій грав до 2007 року. У 2008 році футболіст на початку року грав у складі клубу «Занако», проте ще в цьому році перейшов до південноафриканського клубу «Голден Ерроуз», у якому грав до 2009 року.
З 2009 до 2012 року Роджерс Кола грав у складі ізраїльських команд «Хапоель» (Бней-Лод), «Хапоель» (Рішон-ле-Ціон) та «Ашдод». У 2012 році замбійський півзахисник перейшов до бельгійського клубу «Гент», але вже в 2014 році керівництво клубу віддало футболіста в оренду до ще одного ізраїльського клубу «Хапоель» (Кір'ят-Шмона), а в 2015 року в оренду до грецького клубу «Верія». У 2016—2017 роках Кола грав у оренді в ізраїльському клубі «Хапоель» (Раанана).
У 2018 році Роджерс Кола повернувся на батьківщину до клубу «Занако», в якому грав до 2021 року. У 2021 році футболіст перейшов до танзанійського клубу «Азам», у якому грав до кінця 2023 року. У 2024 році Кола повернувся до клубу «Занако», і в цьому ж році завершив виступи на футбольних полях.

## Виступи за збірні
У 2007 році Роджерс Кола грав у складі молодіжної збірної Замбії на тогорічному молодіжному чемпіонаті світу. У 2008 році Кола дебютував у складі національної збірної Замбії. У складі збірної футболіст грав до 2021 року, загалом провів у її складі 23 матчі, забивши 2 голи.